# Gibraltar Chronicle
Gibraltar Chronicle là một tờ báo quốc gia được xuất bản ở Gibraltar từ năm 1801. Nó trở thành nhật báo vào năm 1821. Đây là tờ nhật báo lâu đời nhất ở Gibraltar và là tờ báo tiếng Anh lâu đời thứ hai trên thế giới được in liên tục. Các văn phòng biên tập của nó ở Watergate House, và các tác phẩm in ấn ở khu công nghiệp New Harbors.